# Coppa Intercontinentale 1996 (pallacanestro)
La Coppa intercontinentale di pallacanestro del 1996 si è giocata tra Grecia e Argentina, ed è stata vinta dal Panathinaikos.
Dopo una lunga pausa venne riproposta la competizione tra i vincitori della Coppa Campioni 1995-1996 e i vincitori della Liga Sudamericana 1996. La formula prevedeva il confronto su tre gare.

## Risultati

### Gara 1
| Rosario 4 settembre 1996                          | Olimpia de Venado Tuerto | 89 – 83    | Panathinaikos | Estadio Cubierto Newell's Old Boys (7.000 spett.) |
| \| \| \| \| \| Racca 25 \| Punti \| 23 Amaechi \| |                          |            |               |                                                   |
|                                                   |                          |            |               |                                                   |
| Racca 25                                          | Punti                    | 23 Amaechi |               |                                                   |

### Gara 2
| Atene 10 settembre 1996 | Panathinaikos | 83 – 78       | Olimpia de Venado Tuerto | OAKA (20.000 spett.) |
| \| \| \| \| \| Alvertīs 30 \| Punti \| 23 Victoriano \| \| Dinkins 5 \| Assist \| 5 Victoriano \| \| Amaechi 9 \| Rimbalzi \| 10 Wilson \| |               |               |                          |                      |
| |               |               |                          |                      |
| Alvertīs 30 | Punti         | 23 Victoriano |                          |                      |
| Dinkins 5 | Assist        | 5 Victoriano  |                          |                      |
| Amaechi 9 | Rimbalzi      | 10 Wilson     |                          |                      |

### Gara 3
| Atene 12 settembre 1996 | Panathinaikos | 101 – 76     | Olimpia de Venado Tuerto | OAKA (20.000 spett.) |
| \| \| \| \| \| Dinkins 24 \| Punti \| 28 Racca \| \| Dinkins 6 \| Assist \| 3 Victoriano \| \| Amaechi 10 \| Rimbalzi \| 7 Uranga \| |               |              |                          |                      |
| |               |              |                          |                      |
| Dinkins 24 | Punti         | 28 Racca     |                          |                      |
| Dinkins 6 | Assist        | 3 Victoriano |                          |                      |
| Amaechi 10 | Rimbalzi      | 7 Uranga     |                          |                      |

| Coppa Intercontinentale 1996 |
| ---------------------------- |
| Panathinaikos 1º titolo      |

## Formazione vincitrice
| N° | Naz.                   | Ruolo | Sportivo               |  | Alt. |  |
| -- | ---------------------- | ----- | ---------------------- |  | ---- |  |
| 4  | Grecia (bandiera)      | AP    | Fragkiskos Alvertīs    |  |      |  |
| 5  | Grecia (bandiera)      | G     | Giannis Georgikopoulos |  |      |  |
| 6  | Germania (bandiera)    | P     | Michael Koch           |  |      |  |
| 8  | Grecia (bandiera)      | AG    | Nikos Oikonomou        |  |      |  |
| 9  | Stati Uniti (bandiera) | P     | Byron Dinkins          |  |      |  |
| 10 | Grecia (bandiera)      | P     | Jon Korfas             |  |      |  |
| 11 | Argentina (bandiera)   | GA    | Hugo Sconochini        |  |      |  |
| 13 | Spagna (bandiera)      | C     | Ferrán Martínez        |  |      |  |
| 14 | Grecia (bandiera)      | AP    | Leonidas Skoutaris     |  |      |  |
| 15 | Inghilterra (bandiera) | C     | John Amaechi           |  |      |  |
|    | Argentina (bandiera)   | AG    | Marcelo Nicola         |  |      |  |
|    | Jugoslavia (bandiera)  | All.  | Božidar Maljković      |  |      |  |